# Иоанникий (Образцов)
Епископ Иоанникий (в миру Иван Яковлевич Образцов; 1793, Титовское, Тверское наместничество — 18 [30] апреля 1880, Нежин, Черниговская губерния) — епископ Русской православной церкви, епископ Кавказский и Черноморский (1849—1857), Оренбургский и Уфимский (1835—1849), епископ Вятский и Слободский (1832—1835).

## Биография
Родился в 1793 году в семье причетника села Титовки Якова Иванова, служившего ранее в Вышегорском уезде Олонецкой епархии.
С 1803 года учился в Тверской духовной семинарии.
В 1814 году поступил в Санкт-Петербургскую духовную академию.
18 июля 1817 года окончил духовную академию со степенью кандидата и 31 июля того же года назначен учителем в Черниговскую духовную семинарию.
28 августа 1819 года пострижен в монашество; 29 августа рукоположён во иеродиакона, а 30 августа — во иеромонаха.
В июле 1820 года назначен присутствующим в Черниговской духовной дикастерии (судебной палате).
С 16 августа 1821 года — ректор и профессор богословских наук Минской духовной семинарии.
16 февраля 1824 года назначен настоятелем заштатного Грозовского Иоанно-Богословского монастыря; в августе того же года перемещён ректором в Могилёвскую духовную семинарию.
1 сентября 1825 года переведён в Тобольскую духовную семинарию; 7 октября назначен настоятелем Знаменского монастыря и 13 октября того же года возведён в сан архимандрита.
С 4 января 1826 года — кафедральный цензор.
16 января 1828 года перемещён в Пермскую духовную семинарию.
13 июля 1829 года назначен настоятелем Нижне-Ломовского Богородицкого монастыря Пензенской епархии и в том же году 27 июля — ректором Пензенской духовной семинарии.
3 апреля 1832 года хиротонисан во епископа Вятского и Слободского.
С 16 ноября 1835 года — епископ Оренбургский и Уфимский.
С 20 ноября 1849 года — епископ Кавказский и Черноморский.
Как архиерей, отличался добротой и снисходительностью и пользовался уважением и любовью знавших его. Недостатком же, свойственным ему, была слабость характера, вследствие которой он не оказывал должного влияния на ход епархиальных дел. Церковная жизнь была предоставлена собственному течению. Несомненно, что у него было много врагов, и вполне возможно, что все порочащие отзывы о преосвященном были результатом их неприязни.
30 октября 1857 года по прошению уволен на покой в Нежинский Благовещенский монастырь.
В последние годы жизни епископ Иоанникий очень плохо видел и почти совсем не выходил из своей келии.
Скончался 18 апреля 1880 года.
Погребён в Сретенском приделе Благовещенского монастыря.

## Сочинения
- Прощальная речь к Вятской пастве // Черниговские епархиальные ведомости. — 1880. — № 23.
- Слово в день Воскресения Христова // Черниговские епархиальные ведомости. — 1880. — № 23.